# Jan Jirků
Jan Jirků (* 2. srpna 1977, Nové Město na Moravě) je český divadelní, televizní a filmový režisér, dramatik, spisovatel knih pro děti a ředitel divadla Minor.

## Život a tvorba
Vystudoval režii a dramaturgii na Katedře alternativního a loutkového divadla na pražské DAMU. Po dokončení studií se stal uměleckým šéfem a následně kmenovým režisérem divadla Minor. Vytvořil desítky činoherních i loutkových inscenací v divadlech po celé České republice, u většiny z nich je autorem textu nebo dramatizace. Působil jako herecký režisér seriálu Comeback na TV Nova, je autorem formátu, režisérem a scenáristou zábavně-vzdělávacího pořadu TvMiniUni a režisérem a autorem formátu pořadu Kája a Mat-Ema-Tika. V roce 2019 režíroval podle vlastního scénáře film TvMiniUni: Zloděj otázek. Je autorem knih Tlukot a bubnování, Táta a princezna Rozárka a O bagříku Honzíkovi. Ve své tvorbě se často věnuje významným momentům, epochám a osobnostem českých dějin (inscenace Vajgl, Hon na Jednorožce, Lipany, Zá-to-pek!, Bratři naděje). Od 1. září 2024 je ředitelem divadla Minor.

## Divadelní režie
- Živá voda (1998, Divadlo Disk)
- Kabaret Tlukot a bubnování (2002, Divadlo Minor)
- Vánoce aneb Příběh o narození (2002, Divadlo Minor)
- Karkulka a červený balónek (2003, Divadlo Minor)
- Píseň písní (2004, Divadlo Minor)
- O Malence (2004, Divadlo Minor)
- Vinnetou aneb Věčná loviště forr everybody (2005, Divadlo Minor)
- Saturnin (2005, Jihočeské divadlo České Budějovice)
- Bruncvík a lev (2006, Divadlo Minor)
- Pekelná princezna (2006, Západočeské divadlo v Chebu)
- Kocour v botách (2006, Jihočeské divadlo České Budějovice)
- Sajns fikšn (2007, Jihočeské divadlo České Budějovice)
- Marnotratný syn (2008, Divadlo Minor)
- Bitva u Lipan (2008, Divadlo Polárka)
- Švejk (2009, Městské divadlo Zlín)
- Hon na Jednorožce (2009, Divadlo Minor)
- Bubny v Minoru (2009, Divadlo Minor)
- Cikáni (Hotel U Kostničího kamene) (2009, Slovácké divadlo Uherské Hradiště)
- Broučci (2010, Divadlo Minor)
- Vajgl (2010, Jihočeské divadlo České Budějovice)
- Kocourova zahrada (2010, Jihočeské divadlo České Budějovice)
- Válka profesora Klamma (2011, Divadlo Minor)
- Tři holky jako květ (2011, Divadlo Na Fidlovačce)
- Kocourkov (2011, Divadlo Minor)
- Mafiánská opera (2012, Palác Akropolis)
- Kutloch aneb I muži mají své dny (2012, Studio DVA)
- Babička (2013, Divadlo Na Fidlovačce)
- Pět ve stejných šatech (2013, Divadlo Na Fidlovačce)
- Lipany (2016, Divadlo Minor)
- Zá-to-pek! (2019, Divadlo Minor)
- Špílmachr (2020, Studio Damúza)
- Bratři naděje (2021, Divadlo Minor)
- Holky jako květ (2021, Studio DVA)
- Mašíni (2021, Divadlo Na Jezerce)
- Princ na bílém koni (2023, Divadlo Minor)
- Amberville – Plyšoví gangsteři (2023, Divadlo v Dlouhé)[4]

## Televizní a filmová tvorba
- TvMiniUni (Televizní pořad, 2013)
- Kája a Mat+Ema+Tika (Seriál, 2018)
- TvMiniUni: Zloděj otázek (Film, 2019)
- Kája a Mat+Ema+Tika (Seriál, 2020)[5]

## Knihy
- Tlukot a bubnování (2010, Albatros)
- Táta a princezna Rozárka (2020, Albatros)
- O bagříku Honzíkovi (2022, Albatros)

## Ocenění
- 2000 – Cena festivalu Skupova Plzeň za inscenaci Živá voda[2]
- 2002 – Cena Erik (Festival Přelet nad loutkářským hnízdem) za inscenaci Kabaret Tlukot a bubnování[2]
- 2008 – Cena festivalu Skupova Plzeň za autorsko-dramaturgický projekt za inscenaci Bruncvík a lev[6]
- 2020 – Cena českého střediska ASSITEJ za osobitou autorskou a režijní tvorbu pro děti[7]
- 2022 – Cena Divadelních novin v kategorii Loutkové a výtvarné divadlo za inscenaci Bratři naděje[8]
- 2022 – Cena festivalu Skupova Plzeň za scénář a režii inscenace Bratři naděje[9]
- 2022 – Cena Erik (Festival Přelet nad loutkářským hnízdem) za inscenaci Bratři naděje[9]